# Concerto pour cor no 2 de Mozart
Pour les articles homonymes, voir Concerto pour cor.
Le Concerto pour cor no 2 en mi bémol majeur KV. 417 est le deuxième concerto que Mozart composa pour le cor le 27 mai 1783.

## Analyse de l'œuvre
Le concerto comporte trois mouvements :
1. Allegro maestoso (en mi bémol majeur, à ): Deux thèmes nobles et héroïques séparés par une ritournelle suivis de deux autres motifs avec ritournelle.
2. Andante (en si bémol majeur, à 
): Thèmes élégiaques et chantants.
3. Rondo (en mi bémol majeur, à 
): Scène de chasse avec fanfare, appels de cor et intermèdes.

- Durée d'exécution : quinze minutes.

## Instrumentation
Ce concerto a été composé pour cor soliste, 2 hautbois, 2 cors et cordes.